# Leung Ting
Leung Ting (梁挺, Liáng Tǐng; født 28/2 1947 i Hong Kong), en en stormester i kampkunsten Wing Chun. Han startede sin træning da han var 13 år gammel hos Ip Man, og i 1967 startede han med at undervise. I 1968, hvor Ip Man havde trukket sig tilbage fra undervisning, åbnede Leung Ting en skole i Baptist College, Hongkong.
Til trods for at Ip Man havde trukket sig tilbage, accepterede Ip Man at undervise Leung Ting i Sifu Kwok Keung’s hus. Leung Ting opdagede en dybere værdi i konceptet "getting rid of the force from the strong opponent and defeat him by making use of his own force".
Dette dannede grundlag for en ny gren af Wing chun og for at gøre sin gren genkendelig kaldte han den "Wing Tsun". Han grundlagde "International WingTsun Association", som i dag har spredt sig til over 63 lande.
Leung Ting's system blev hurtigt populært i de amerikanske hær og specielle sikkerheds grupper i flere lande, som FBI, US Marine Corps, Tysklands SEK & GSG9, Luxemborgs GIP, Frankrigs RAID, I
taliens NOCS, Indiens Anti-Terror enhed, og Belgiske, Østrigske og Spanske Special Politi enheder.

## Kontroverser
- Der er rygter der har stillet spørgsmålstegn ved om hvorvidt Leung Ting rent faktisk modtog undervisning efter Ip Man trak sig tilbage[1][2].

## Eksterne kilder
LeungTing.com